# Amblyopone octodentata
Amblyopone octodentata  (лат.) — вид мелких земляных муравьёв из подсемейства Amblyoponinae.

## Распространение
Южный Китай: провинция Юньнань (в лесах из Кунингамии ланцетовидной, Cunninghamia lanceolata, Taxodiaceae).

## Описание
Длина тела от 4,8 до 5,8 мм. Основная окраска коричневая (усики и ноги светлее, жёлтовато-коричневые). Голова длиннее своей ширины, трапециевидная, расширенная кпереди: длина головы (HL) 0,78—0,90 мм, ширина головы (HW) 1,03—1,38 мм. Глаза мелкие. Усики короткие, 12-члениковые. Мандибулы длинные, узкие, жало хорошо развито. Клипеус с рядом из мелких зубчиков по переднему краю. Стебелёк между грудкой и брюшком состоит из одного узловидного членика (петиоль). Гнездятся в почве, под камнями, семьи малочисленные. 
Вид был впервые описан в 2006 году китайским мирмекологом Сюй Чжэнхуэем под названием Amblyopone octodentata Xu, 2006. В 2012 году было предложено перенести вид в состав рода Stigmatomma. Близок к виду Amblyopone zaojun Terayama (Тайвань). Видовое название A. octodentata происходит от латинских слов octo+dentata, связанных с признаком строения головы (8-зубцовый передний край наличника).